# Pater Davids struikzanger
Pater Davids struikzanger (Locustella davidi, synoniem: Bradypterus davidi) is een zangvogel uit de familie Locustellidae. De vogel is vernoemd naar Armand David, missionaris en natuuronderzoeker in China.

## Verspreiding en leefgebied
Deze soort broedt van zuidelijke-centraal Siberië tot noordoostelijk China en overwintert in het zuidoosten van Azië. Er zijn twee ondersoorten:
- L. d. davidi: zuidoostelijk Siberië en noordoostelijk China.
- L. d. suschkini: zuidelijk-centraal Siberië.

## Status
De grootte van de populatie is niet gekwantificeerd maar de soort wordt omschreven als plaatselijk vrij algemeen. Op de Rode lijst van de IUCN heeft deze soort de status niet bedreigd.